# Ka-her-ka
| D28 · Z1 | D2 · Z1 | D28 · Z1 | W3 · N5 |

| D28 · Z1 | D2 · Z1 | D28 · Z1 | W3 · N5 |

| D28 · D28 · Z2 | W3 · N5 |

| D28 · D28 · Z2 | W3 · N5 |

| D28 | D28 |

| D28 | D28 |

| abA | x · t |

| abA | x · t |

| abA | x · t | H8 | I12 |

| abA | x · t | H8 | I12 |

| N11 · Z1 · Z1 · Z1 · Z1 | SA · x · t |

| N11 · Z1 · Z1 · Z1 · Z1 | SA · x · t |

| N11 · N14 | N11 · Z1 · Z1 · Z1 · Z1 · N35 | SA · t · N33 |

| N11 · N14 | N11 · Z1 · Z1 · Z1 · Z1 · N35 | SA · t · N33 |

Ka-her-ka, auch Choiak oder Koiak zu griechisch Χοιάκ, bzw. koptisch Ⲕⲟⲓⲁⲕ bezeichnete im Neuen Reich den vierten Monat sowohl im ägyptischen Mond- als auch im Verwaltungskalender. Auch heute bezeichnet der Name den vierten Monat im koptischen Kalender.
Im Ramesseum wird stattdessen Sachmet an vierter Stelle nach Hathor bezeichnet.
Während des 1. Jahrtausends vor Christus wurde in diesem Monat in vielen ägyptischen Städten im Rahmen des Osirismythos der Ermordung des Osiris durch Seth, seiner Mumifizierung durch Isis und Anubis und seines Sieges über den Tod gedacht.